# 헬반도

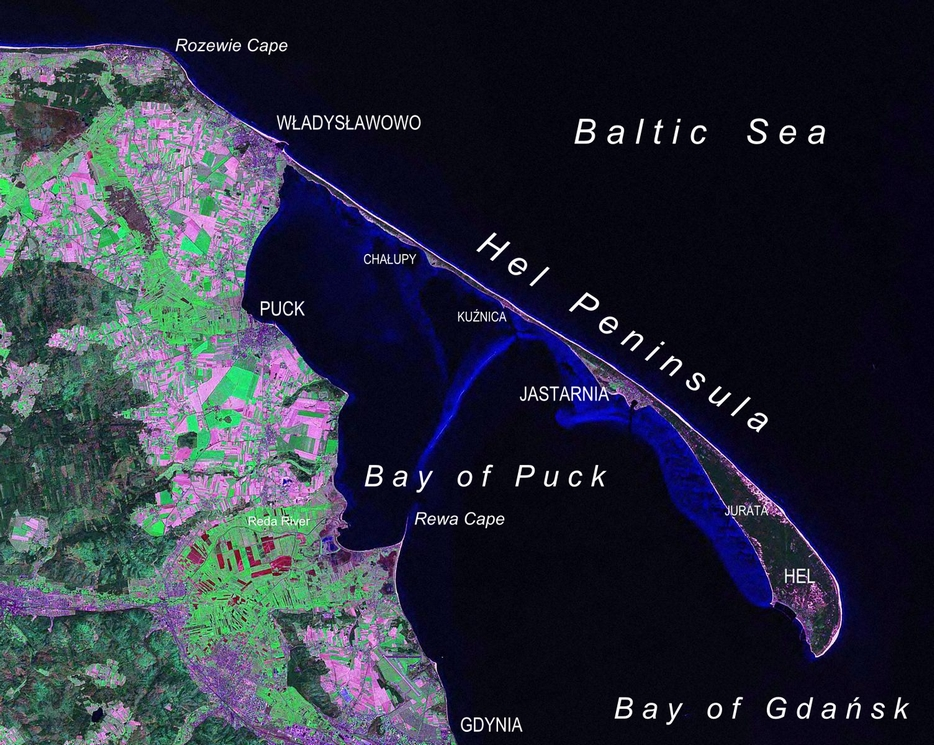

헬반도(Hel Peninsula)는 폴란드 북부에 있는 35킬로미터 길이의 사주 반도이며 베이 오브 퍽과 발트해를 나눈다. 포모제주 퍽 카운티에 위치해 있다.
이 반도에 버스 노선은 666번 하나만 존재한다.

## 사진

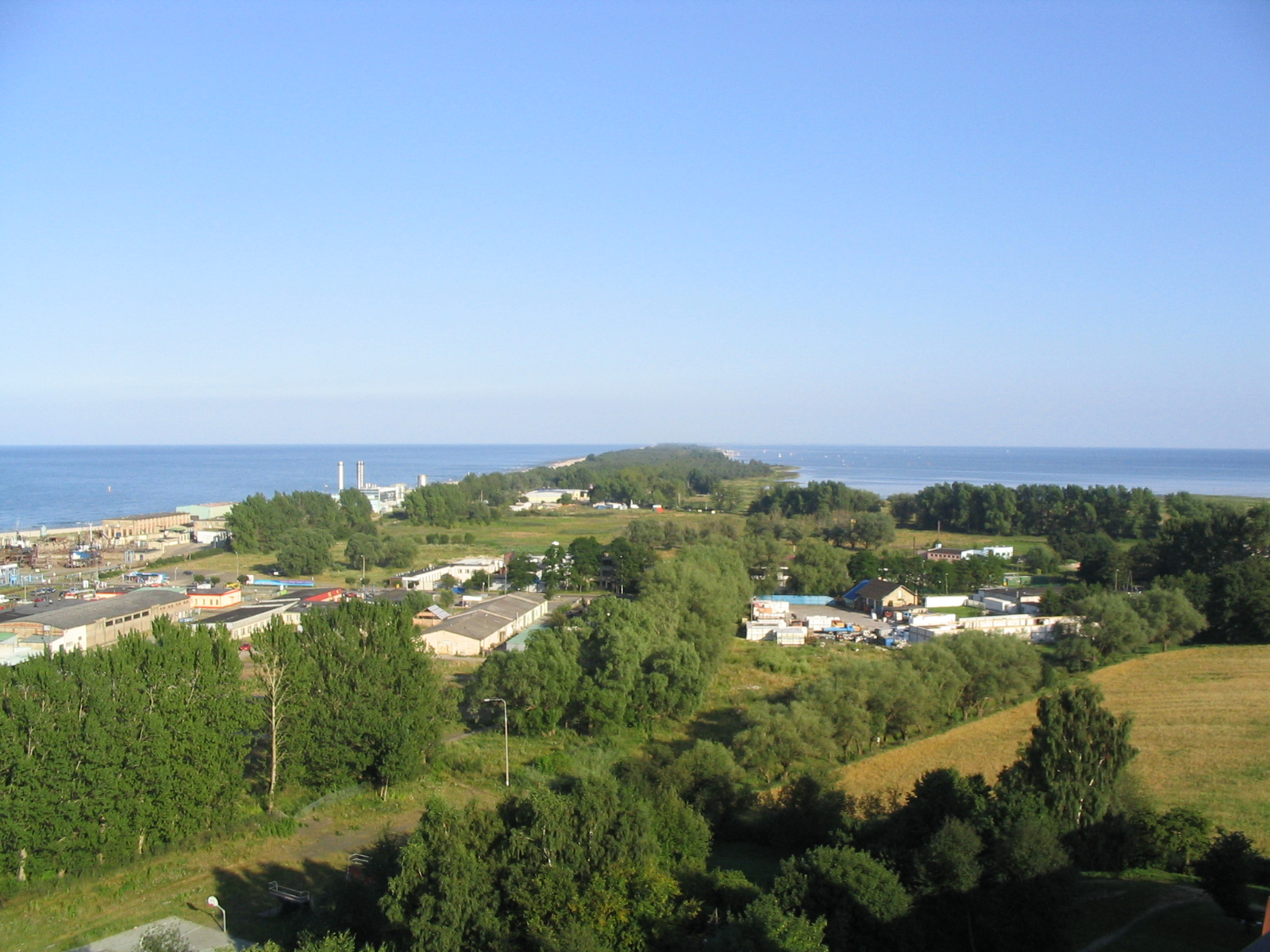
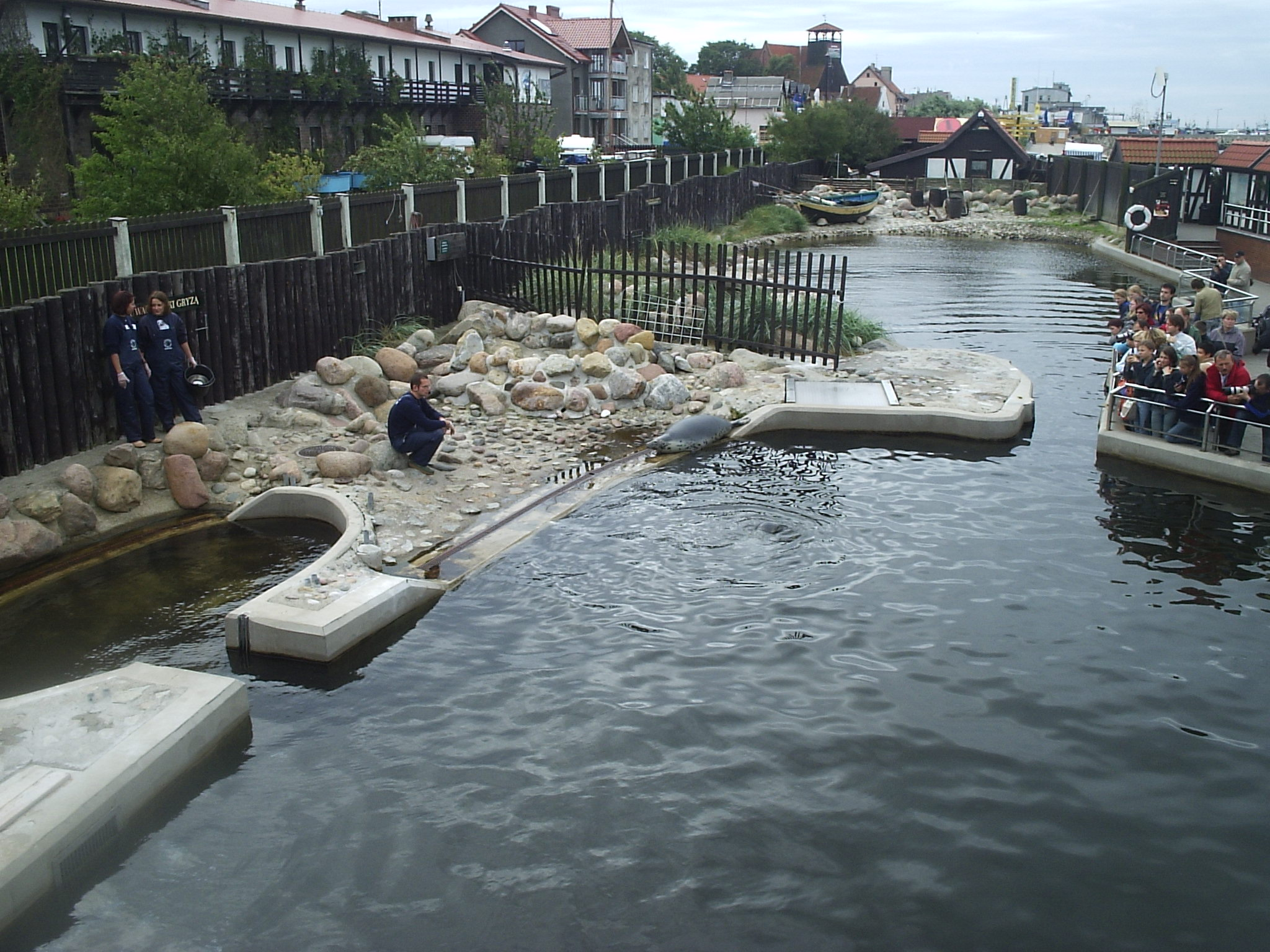
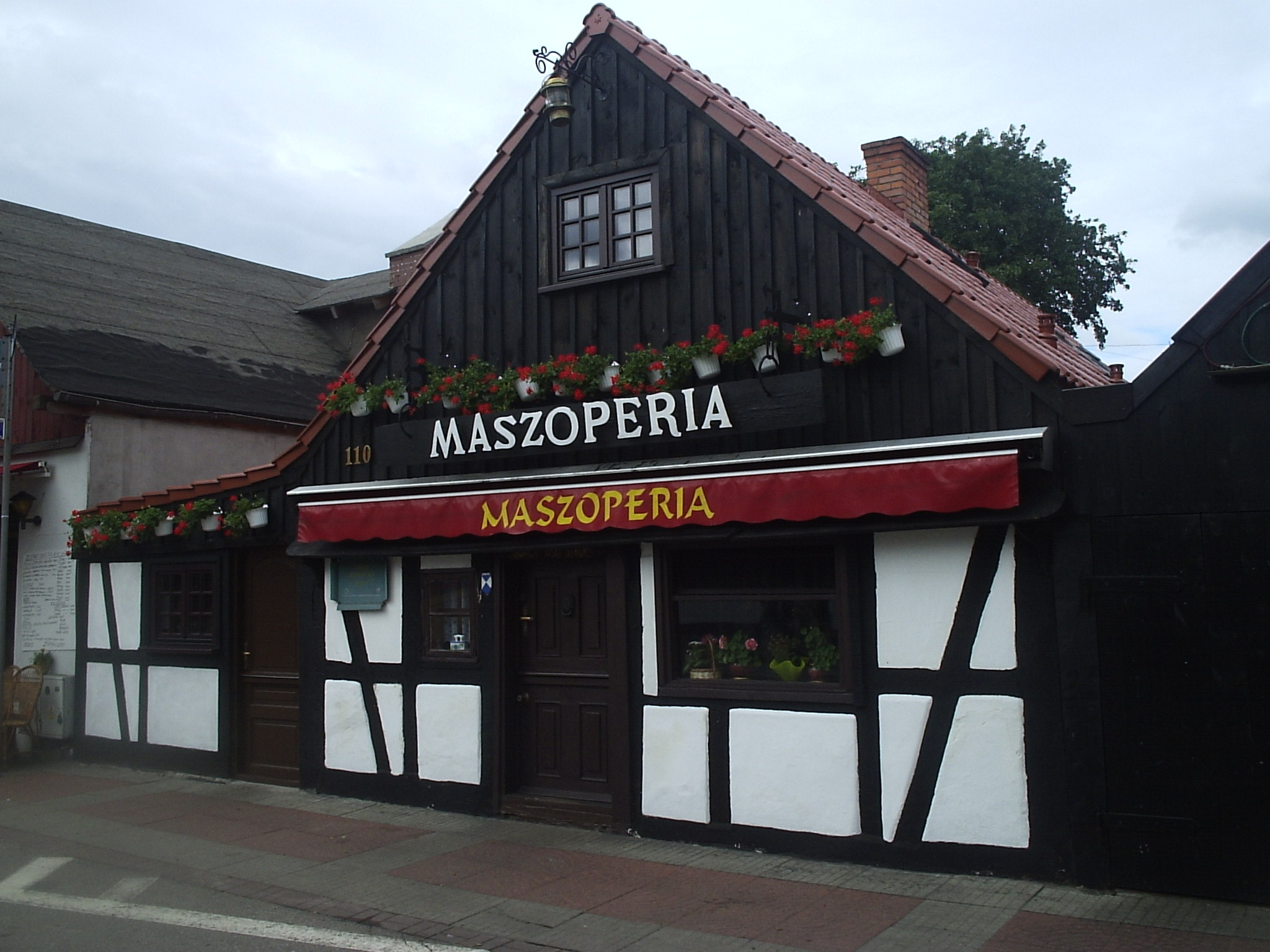
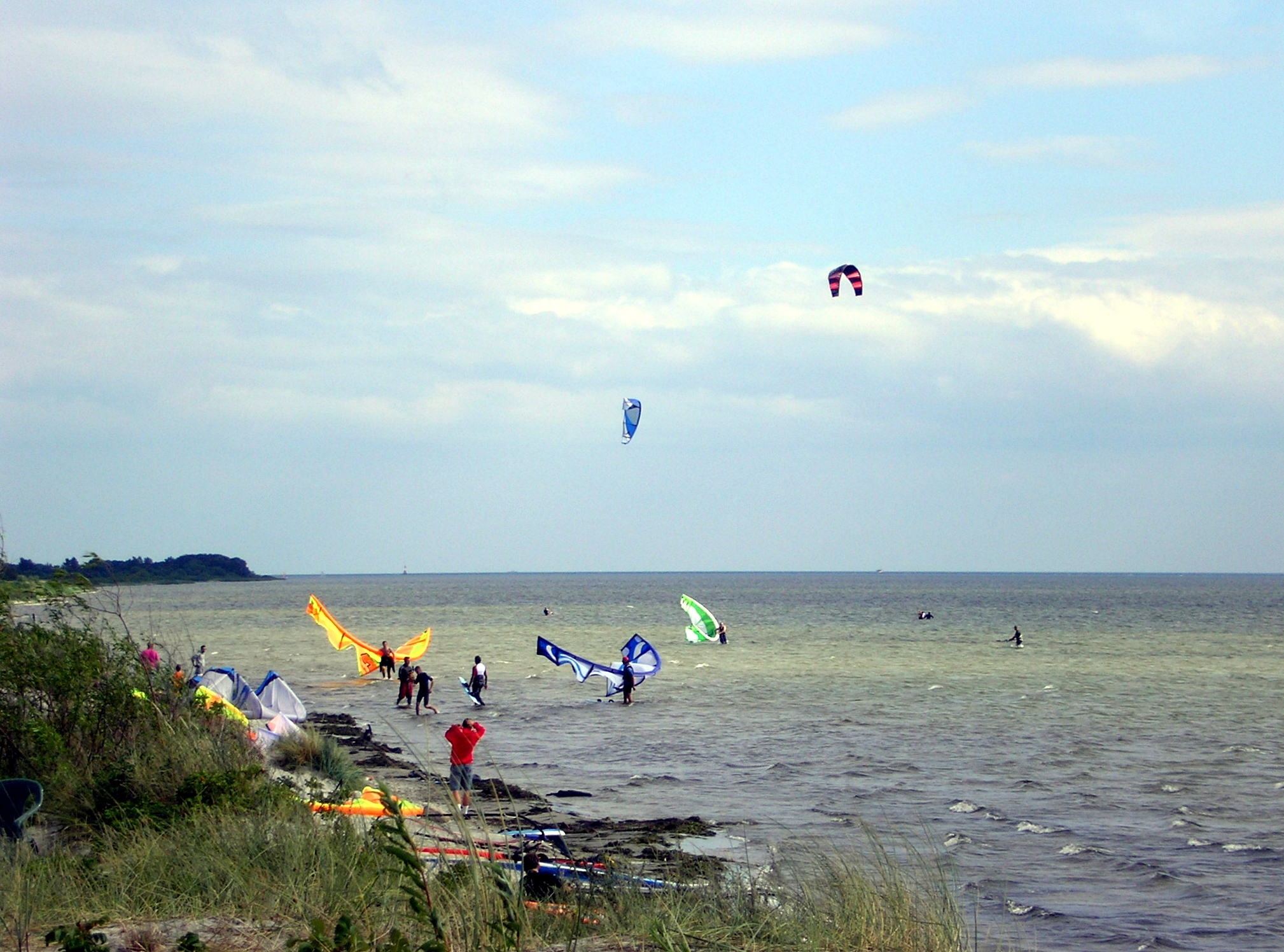

## 같이 보기
- 베스테르플라테
- 비스툴라곶